# Virginius Dabney
Virginius Dabney (* 8. Februar 1901 in Charlottesville; † 28. Dezember 1995 in Richmond) war ein US-amerikanischer Schriftsteller, Journalist und Herausgeber.

## Leben und Wirken
Dabney wurde 1901 bei der University of Virginia geboren, wo sein Vater Richard Heath Dabney als Geschichtsprofessor arbeitete. Seine Mutter Lily Heth Davis Dabney war eine Nachfahrin Martha Jefferson Carrs, der Schwester Thomas Jeffersons. Dabney studierte an der Universität seines Vaters, erhielt 1920 seinen Bachelor of Arts und 1921 seinen Master of Arts. Nach einem Jahr als Französischlehrer wurde er 1922 Berichterstatter beim Richmond News Leader, dessen Herausgeber John Stewart Bryan ein Familienfreund war. Sechs Jahre später übernahm er die politische Redaktion bei der Richmond Times-Dispatch; 1929 wurde er Korrespondent für den Upper South bei der New York Times. 1936 wurde er Herausgeber der Richmond Times-Dispatch.
Dabneys frühe Artikel waren geprägt von Angriffen auf den Religiösen Fundamentalisten, die Prohibition und die politischen Maschinen. Als beispielhaft für diese gilt eine Polemik gegen den Prediger und Politiker James Cannon, die er erst nach dessen Tod 1949 veröffentlichen konnte. Beeinflusst wurde er besonders durch H. L. Mencken. Dabney definierte seine Weltanschauung in seinem 1932 erschienenen Buch Liberalism in the South als libertär und humanitär. Dabei berief er sich auf die Schriften virginischer Gründerväter wie George Mason und Thomas Jefferson. In den 1930ern etablierte sich Dabney als einer der führenden linken Journalisten der Südstaaten, indem er sich für die New-Deal-Reformen des Präsidenten Franklin Delano Roosevelt einsetzte und mehr Bürgerrechte für die Afroamerikaner forderte. In verschiedenen Artikeln trat er für die Meinungsfreiheit von Gewerkschaftlern und Kommunisten, für ein Bundesgesetz gegen die weit verbreitete Lynchjustiz und für die Abschaffung der diskriminierenden poll taxes und der Rassentrennung in Öffentlichen Verkehrsmitteln ein. Besonders ab den 1940ern warnte er jedoch, dass die Bemühungen der Bürgerrechtsbewegung, das gesamte System der Rassentrennung aufzuheben, übereilt seien und die guten Beziehungen zwischen Schwarzen und Weißen gefährdeten. Dabney wollte zwar mehr Bürgerrechte für Afroamerikaner, aber auch die Beibehaltung der Rassentrennung gemäß dem Grundsatz „Separate but equal“: Die Schwarzen sollten die gleichen Rechte haben und vor rassistischer Gewalt geschützt werden, aber getrennt von den Weißen leben, beispielsweise andere Schulen besuchen und keine „Mischehen“ eingehen. Als der Oberste Gerichtshof 1954 im Fall Brown v. Board of Education die Rassentrennung für verfassungswidrig erklärte, forderte Dabney seine Leser auf, Gesetzestreue zu beweisen und die Entscheidung des Gerichts zu akzeptieren. Die Byrd Organization, die von Harry F. Byrd senior kontrollierte politische Maschine Virginias, entschied sich hingegen für die Massive Resistance, den „Massiven Widerstand“ gegen die Desegregation. Dabney folgte der Linie seines Verlags Richmond Newspapers, Inc. und verteidigte diese Kampagne im Life- Magazin. Dabney war nunmehr in den Augen vieler aus einem Linken zu einem Konservativen. So unterstützte er bei der Präsidentschaftswahl 1960 den Kandidaten der Republikaner Richard Nixon an Stelle des Kandidaten der Demokraten John F. Kennedy.
Dabney gab die Herausgeberschaft der Times-Dispatch 1969 auf. 1968 bis 1969 diente er kurzzeitig als Rektor der neu gegründeten Virginia Commonwealth University. 1969 bis 1972 war er Vorsitzender der Virginia Historical Society. Im Ruhestand verfasste Dabney eine Reihe an Büchern über die Geschichte Virginias, beispielsweise das 1981 erschienene The Jefferson Scandals: A Rebuttal. Er versuchte darin, die mittlerweile durch eine DNA-Analyse bestätigte Affäre Jeffersons mit seiner Sklavin Sally Hemings zu widerlegen. 1978 erschien seine eigene Autobiographie.
Dabney heiratete 1923 Douglas Harrison Chelf, mit der er drei Kinder hatte. Er verstarb 1995.

## Ehrungen
- 1937 Lee Editorial Award der Washington and Lee University und der Virginia Press Association
- 1940 Ehrendoktorwürde der University of Richmond
- 1943 Ehrendoktorwürde des Lynchburg College und des College of William and Mary
- 1948 Pulitzer-Preis für Leitartikel

## Schriften (Auswahl)
- Liberalism in the South (1932)
- Below the Potomac: A Book about the New South (1942)
- Dry Messiah: The Life of Bishop Cannon (1949)
- Virginia: The New Dominion (1971)
- Richmond: The Story of a City (1976)
- Across the Years: Memories of a Virginian (1978)
- The Jefferson Scandals: A Rebuttal (1981)
- Mr. Jefferson’s University: A History (1981)
- The Last Review: The Confederate Reunion, Richmond, 1932 (1984)
- Virginius Dabney’s Virginia: Writings about the Old Dominion (1986)
- Virginia Commonwealth University: A Sesquicentennial History (1987)
- Pistols and Pointed Pens: The Dueling Editors of Old Virginia (1987)